# Prays peperitis
Prays peperitis is een vlinder uit de familie Praydidae. De wetenschappelijke naam van de soort werd in 1907 gepubliceerd door Edward Meyrick.